# رامون أورلاندو
رامون أورلاندو هو موسيقي دومينيكاني، ولد في 29 يوليو 1960 في سانتو دومينغو في جمهورية الدومينيكان.

## وصلات خارجية
- رامون أورلاندو على موقع IMDb (الإنجليزية)
- رامون أورلاندو على موقع ميوزك برينز (الإنجليزية)
- رامون أورلاندو على موقع أول ميوزيك (الإنجليزية)
- رامون أورلاندو على موقع ديسكوغز (الإنجليزية)